# Кукия (район)
Кукиа (груз. კუკია) — район в Тбилиси, на левом берегу Куры, на западном склоне горы Махата. Административно относится к Чугуретскому району.
Кукийский район отделён от районов Надзаладеви и Лоткини с севера и северо-востока Худадовским лесопарком и различными видами зелёных насаждений, с западной стороны — параллельной железнодорожной линией улиц Цотне Дадиани и Читая, а с юга и юго-востока граничит со Сванетским районом, с которым условная граница проходит по улице Мамардашвили.
Главные улицы района: улица Йона Меунаргия, улица Гиго Зазиашвили, улица Ния Дзами, улица Соломона Курдиани, улица Георгия Маруашвили, Норио Агмарти, улица Отара Кинкладзе. Кукия отличается обилием улиц, названных в честь городов и различных топонимов Грузии и соседних стран, среди них Абхазия, Аджария, Крым, Грозно, Ардон, Хони, Абаши, Мартвили, Сенаки, Бандзе, Квалони, Теклати, Сакари, Цаиш, Агар, Саркинети, Атоц, Салхино, Лебарде, Палиастом, Фараван, Чаладид, Тетнульд и др.
В районе расположено старейшее и крупнейшее кладбище Тбилиси — Кукийское, которое по разным данным было основано 300—400 лет назад и ныне состоит из старой и новой территорий. Кладбище является одной из достопримечательностей благодаря своей многонациональности и социокультурной исключительности, которая проявляется в том, что кладбище ни на одном этапе своего существования не предназначалось для определенного социального слоя. На кладбище похоронены многие выдающиеся люди, в том числе: певец Чинуки Дадиани, педагог Шио Читадзе, артисты Коте Месхи и Нато Габуния, драматург Авксенти Цагарели, педагог Ладо Агниашвили, директор Тбилисского ботанического сада Адольф Ролоф, норвежский писатель, муза Эдварда Мунка Дагни Юли, художник Гиго Зазиашвили, актриса и певица Элене Чохели, актриса Тамара Тетрадзе, музыкант Медея Фаниашвили, итальянский инженер Антонио Фонтана-Росси, один из строителей тбилисского фуникулера, жена Сталина Като Сванидзе, и другие. Нико Пиросмани, вероятно, также похоронен в Кукиа, хотя его могилу теперь невозможно идентифицировать.
В начале сегодняшнего проспекта Агмашенебели, в районе Саарбрюккенской площади, Вахушти Батонишвили показал на плане города 1735 года небольшой поселок под названием «Ахали Руски». Эта же деревня изображена и на относительно более поздних планах. Академик Российской академии наук Гульденштедт уже упоминает его под именем Куки (1772). По его собственным показаниям, раньше здесь была крепость. Он отмечает его руины. Деревня Кукиа с обнесённой стеной церковью и большим частным садом также изображена на плане города 1800 года. По мнению Теймураза Беридзе, «Кукия» должно произойти от названия села Кукиа в Триалети, откуда в 1840-х годах население переселилось в пригороды Тифлиса. По его собственному объяснению, этимологическое объяснение «Кукия» следует искать в названии куклы, изображающей человека («Куки»). Куклу использовали в ритуалах, связанных с земледелием.
Границы села Кукиа состояли из реки Кура, оврага, проходящего по линии сегодняшней улицы Марджанишвили, и другого оврага «Квирацховели» на противоположной стороне. К 1823 году в Кукии проживало около 1000 жителей. В этом селе они в основном занимались сельским хозяйством или ремёслами.
В 1824 году село Кукиа было отнесено к Тифлису. Область особенно расширилась в 1840-х годах и перешла дорогу Авчалу. В это время сложилась так называемый «Новая Кукия», местность, которая до сих пор носит это название.
В 1818 году немецкие колонисты из Вутенберга поселились в Кукии и окрестностях. Территория была покрыта фруктовыми садами. В 1830-х годах прошлого века узкая дорога здесь постепенно принимает форму улицы. В 1853 году к этим территориям были применены градостроительные правила, а в 1862 году они были включены в состав города. Темпы строительства особенно возросли после того, как был построен Верийский мост (ныне мост Галактиона Табидзе). Во второй половине прошлого века на Кукии, на улице Николози (нынешняя улица Калинина) были построены православный и католический храмы (они сохранились до наших дней).
Сегодня Кукиа называется лишь бывшим поселком «Ахал Кукиа», а обнесенные стеной территории сегодняшнего проспекта Агмашенебели со временем утратили название «Кукия» и теперь официально называются Чугурети (жители Тбилиси называют эти места Золотым кварталом, Плеханов и Воронцов).